# Palácio da Ponta Vermelha
Der Palácio da Ponta Vermelha ist die Residenz des Präsidenten der Republik Mosambik in Maputo. Er liegt im Mittel 63 Meter über dem Meeresspiegel an der Maputo-Bucht, die das Wasser aus den hier einmündenden Flüssen Tembe, Umbeluzi, Matola und Maputo aufnimmt.

## Geschichte
Die Niederländer, die von 1720 bis 1730 das Land besetzten, nannten die Landzunge, auf der der Palast liegt, Roode Hoek („Rote Ecke“). Später wurde dies von Engländern als Reuben Point übersetzt, woraus portugiesische Kartografen Ponta Vermelha machten. Bis 1896 war Ponta Vermelha eine von Lourenço Marques, dem späteren Maputo, getrennte Ortschaft.
Ende des 19. Jahrhunderts wurden an der Ponta Vermelha einige Gebäude errichtet, die als Lagerhallen und Personalunterkünfte während des Baus der Eisenbahnlinie (Delagoabahn) nach Transvaal dienten. Am 25. Juni 1889 beschlagnahmte die portugiesische Kolonialregierung alle Vermögensgegenstände, die dem Eisenbahnbau zugehörten. Der „Palast“ war zu dieser Zeit eine einfache Holz- und Eisenkonstruktion.
1895 wurde Ponta Vermelha offizieller Amtssitz des Generalgouverneurs, der zuvor in Ilha de Moçambique residierte. Die Villa wurde mehrmals ausgebaut und renoviert. Besonders weitgehend war der Umbau durch den Italiener Francesco Masci im Zeitraum von 1905 bis 1906.
Seit der Unabhängigkeit Mosambiks im Juni 1975 ist der Palácio da Ponta Vermelha Amtssitz des Präsidenten des Landes.